# Kieran Gibbs
Pour les articles homonymes, voir Gibbs.
Kieran Gibbs, né le 26 septembre 1989 à Lambeth, est un footballeur international anglais qui joue au poste d'arrière gauche.
Formé à Arsenal sous la houlette d'Arsène Wenger, Gibbs quitte le club londonien après une décennie pour rejoindre West Bromwich Albion avec lequel il sera relégué en Championship avant de retrouver la Premier League deux ans plus tard. En 2021, il décide de s'engager à l'Inter Miami en Major League Soccer où il met un terme à sa carrière sportive à l'âge de trente-trois ans en février 2023 afin de se reconvertir dans le monde des médias au sein du club floridien.

## Biographie

### En club

#### Formation et débuts avec Arsenal
Pur produit du centre de formation des Gunners, Kieran Gibbs signe son premier contrat professionnel en faveur du club londonien en septembre 2007. Il fait sa première apparition en professionnel lors du match de League Cup face à Sheffield United le 31 octobre 2007.
En janvier 2008, il est prêté à Norwich City jusqu'à la fin de la saison dans le but de gagner du temps de jeu et d'accumuler de l'expérience. Il joue sept matchs sous les couleurs de Norwich puis retourne à Arsenal et est régulièrement appelé à jouer en coupe nationale. Il prend part à son premier match de Ligue des champions le 10 décembre 2008 face au FC Porto.
Gibbs débute en Premier League le 8 février 2009 lors du déplacement à Tottenham comptant pour la 25e journée de championnat. Il remplace alors Gaël Clichy qui se blesse en cours de match. La blessure du Français offre une première place de titulaire au jeune anglais en Ligue des champions le 15 avril suivant. Il est par la suite régulièrement appelé à gagner du temps de jeu sur les terrains de Premier League en fin de saison 2008-2009 ainsi qu'en début de saison suivante mais se blesse au pied le 24 novembre 2009. Cette blessure l'éloigne des terrains jusqu'à la fin de la saison.
Arsène Wenger l'utilise ensuite lors des matchs amicaux de pré-saison. L'entraîneur annonce alors que « Gibbs a fait beaucoup de progrès dans son jeu et qu'il sera plus souvent appelé à jouer en équipe première ». Il déclare également qu'il aimerait « faire avancer le joueur anglais au poste de milieu de terrain ». Le 12 septembre 2010, il est titulaire pour la première fois de la saison face à Bolton et se blesse en toute fin de match au pied. Les spécialistes craignent une grave blessure au métatarse comme quelques mois auparavant mais Kieran Gibbs fait finalement son retour sur les terrains une semaine plus tard. Il réalise par la suite de bonnes performances lorsqu'il apparaît sur les terrains et termine la saison 2010-2011 avec une vingtaine de matchs toutes compétitions confondues.
Le 20 septembre 2011, Gibbs marque son premier but pour les Gunners lors du match comptant pour le troisième tour de League Cup face à Shrewsbury Town (victoire 3-1).
Absent durant quatre mois à cause d'une blessure à l'aine mi-octobre 2011, Kieran Gibbs fait son retour sur les terrains le 15 février 2012 en étant aligné d'entrée de jeu par Arsène Wenger à l'occasion du huitième de finale aller de la Ligue des champions face à l'AC Milan.
Le 24 mars 2012, Kieran Gibbs inscrit son premier but en Premier League en ouvrant le score dès le premier quart d'heure de jeu lors du match comptant pour la 30e journée face à Aston Villa (3-0).

#### West Bromwich Albion
De moins en moins utilisé par Arsène Wenger, Gibbs quitte son club formateur le 30 août 2017 en s'engageant pour quatre saisons avec West Bromwich Albion.

#### Fin avec l'Inter Miami
Le 23 mars 2021, sa signature à l'Inter Miami CF est annoncée par le club, son contrat débutant officiellement le 1er juillet suivant, à l'expiration de son contrat avec West Bromwich Albion. Il participe à sa première rencontre en Major League Soccer le 21 juillet en entrant en jeu lors d'une défaite à domicile de 5-0 face au Revolution de la Nouvelle-Angleterre.
En février 2023, l'Inter Miami annonce la rupture de son contrat à l'amiable, Kieran Gibbs demeurant au club avec un rôle d'animateur d'une émission audiovisuelle consacrée aux Herons. Il met ainsi un terme à sa carrière sportive à l'âge de trente-trois ans.

### Sélection nationale
Après une dizaine de matchs joués avec les sélections anglaises de moins de 17 ans puis moins de 19 ans, Kieran Gibbs fait partie des joueurs sélectionnés pour participer à l'Euro espoirs en 2009 se déroulant en Suède. Les Anglais s'inclinent en finale face à l'Allemagne (4-0). Le sélectionneur des espoirs Stuart Pearce rappelle une nouvelle fois Gibbs pour les éliminatoires de l'Euro espoirs 2011.
Dans le même temps, il est convoqué par le sélectionneur de l'Angleterre Fabio Capello pour disputer le match amical contre la Hongrie le 11 août 2010. Il remplace Ashley Cole à la mi-temps et ce match constitue donc sa première sélection en A.
Il est de nouveau appelé en sélection le 7 octobre 2013 par Roy Hodgson pour les matches de qualification contre le Monténégro et la Pologne à la suite de la blessure d'Ashley Cole.

## Statistiques
| Saison    | Club                 | Pays           | Championnat        | Coupes nationales | Coupes d’Europe       | Sélection Angleterre |
| --------- | -------------------- | -------------- | ------------------ | ----------------- | --------------------- | -------------------- |
| 2007-2008 | Arsenal              | Premier League | -                  | 2 matchs          | -                     | -                    |
| 2007-2008 | Norwich City         | Premier League | 7 matchs           | -                 | -                     | -                    |
| 2008-2009 | Arsenal              | Premier League | 8 matchs           | 9 matchs          | 4 matchs (C1)         | -                    |
| 2009-2010 | Arsenal              | Premier League | 3 matchs           | 2 matchs          | 2 matchs (C1)         | -                    |
| 2010-2011 | Arsenal              | Premier League | 7 matchs           | 10 matchs         | 3 matchs (C1)         | 2 matchs             |
| 2011-2012 | Arsenal              | Premier League | 16 matchs / 1 but  | 1 match / 1 but   | 5 matchs (C1)         | -                    |
| 2012-2013 | Arsenal              | Premier League | 27 matchs          | 4 matchs / 1 but  | 3 matchs (C1)         | -                    |
| 2013-2014 | Arsenal              | Premier League | 28 matchs          | 5 matchs          | 8 matchs / 1 but (C1) | 1 match              |
| 2014-2015 | Arsenal              | Premier League | 22 matchs          | 4 match           | 7 matchs / 1 but (C1) | 5 matchs             |
| 2015-2016 | Arsenal              | Premier League | 15 matchs / 1 but  | 7 matchs          | 6 matchs (C1)         | 2 matchs             |
| 2016-2017 | Arsenal              | Premier League | 11 matchs          | 5 matchs          | 6 matchs (C1)         | -                    |
| 2017-2018 | West Bromwich Albion | Premier League | 33 matchs          | 3 matchs          | -                     | -                    |
| 2018-2019 | West Bromwich Albion | Championship   | 38 matchs / 4 buts | -                 | -                     | -                    |
| 2019-2020 | West Bromwich Albion | Championship   | 10 matchs / 1 but  | -                 | -                     | -                    |

## Palmarès

### En club
Arsenal FC
- Vainqueur de la Coupe d'Angleterre en 2014.
- Vainqueur du Community Shield en 2014 et 2015.

### En sélection
Angleterre espoirs
- Finaliste du Championnat d'Europe en 2009.